# 反ファシスト人民自由連盟
反ファシスト人民自由連盟（はんファシストじんみんじゆうれんめい、英語: Anti-Fascist People's Freedom League; AFPFL、ビルマ語: ဖက်ဆစ်ဆန့်ကျင်ရေး ပြည်သူ့လွတ်လပ်ရေး အဖွဲ့ချုပ်、パサパラとも）は、1945年から1962年までの間ビルマ（現ミャンマー）に存在した政党。

## 結成
|            | 組織名                                                            |
| ---------- | ----------------------------------------------------------------- |
| 政治組織   | CPB、PRP、マハー・バマー党、 フェビアン党、タキン党、ミョウチッ党 |
| 非政治組織 | BNA、作家協会、僧侶連盟、婦人連盟、教師連盟、 東亜青年連盟        |
| 民族組織   | アラカン民族会議、カレン中央機構、シャン連合                      |

ミャンマー独立の約束を反故にした日本軍に憤っていたアウンサン率いるビルマ国民軍（BNA）、ビルマ共産党（CPB）、人民革命党（PRP、ビルマ社会党）などミャンマーの民族主義者たちは、虎視眈々と反撃の機会を窺っていた。そしてインパール作戦の失敗により日本軍の劣勢が決定的となった1944年8月、アウンサンらは抗日闘争に勝機ありと見て、反ファシスト機構（Anti-Fascist Organization:AFO）を結成した。これは、BNA、CPB、PRPを中心に、バーモウ以外のすべての民主主義者、学生、労働者、農民、地主、資産家、僧侶の代表が参加した統一組織であり、当時国防大臣だったアウンサンが議長、のちにCPB議長となるタキン・タントゥンが書記長、当時CPB書記長だったタキン・ソーが政治顧問に選出された。

結成時、AFOは『ファシスト日本の略奪者を放逐せよ』と題する宣言文を発表した。その内容は激しい反日と穏健な社会主義的主張で、協力を予定していた連合軍に配慮して、日本軍放逐後の政権構想については言及していなかった。

## 抗日闘争

### 連合軍との協力

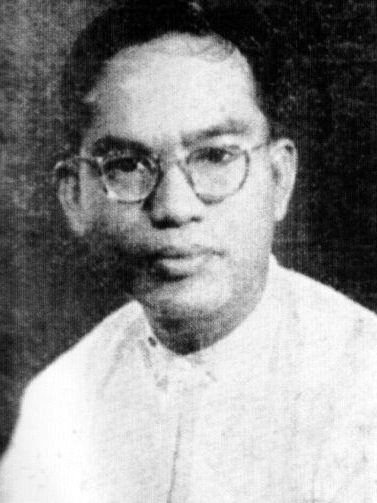
タキン・テインペー（ウー・テインペーミン）

連合軍との協力は、テインペー、ティンシュウエィの2人のCPB党員が担当した。1942年6月、2人はインドのコルカタに脱出してイギリス側と接触。彼らの抗日思想を本物と了解したイギリスは、協力を約束した。特殊作戦執行部（SOE）およびその傘下の136部隊はカレン族、カチン族、チン族兵士を編成して上ビルマの辺境地域では活動していたが、下ビルマは手薄だったので、ラカインやエーヤワディー・デルタ地帯で活動していたCPBの2人には利用価値があった。
イギリスの協力を得たテインペーは『ビルマで何が起きたか』という英文パンフレットを発行し、1943年1月に2人で重慶を訪問した際、密かに周恩来ら中国共産党関係者と接触し、その経験を元に今度は『抗日ゲリラ闘争の一般的諸問題』という英文パンフレットを著した後者は密かにミャンマーに持ち込まれ、BNAの教科書として使用された。また1944年10月～12月、2人を頼って40人以上の若者がインドへ脱出し、コルカタ近郊で軍事訓練を受けてパラシュート部隊に編成され、準備段階および抗日蜂起後、ミャンマー国内の抗日拠点にメッセージを携えて送りこまれたり、空中から兵器を投下したりした。さらに日本軍が結成したラカイン族からなるアラカン防衛軍（ADA）やチン族からなるチン防衛軍（CDA）とも密かに協力関係を築いた。
このようにテインペーとティンシュウエィは、136部隊、SOE、ひいてはルイス・マウントバッテン卿が最高司令官を務める東南アジア連合軍（SEAC）とは協力関係を築くことができたが、レジナルド・ドーマン＝スミス総督率いるシムラー亡命政権は、日本軍と協力したアウンサンらを裏切り者と見なし、AFPFLに対して不信感を抱いたままであった。
いずれにしろ、抗日蜂起の準備段階では、イギリスとの連絡を独占していたCPBが主役であり、AFPFL内での発言力を高めた。当初、せっかく育て上げた国軍を無謀な戦いに投じるわけにはいかないと、抗日蜂起に慎重だったアウンサンも、CPBのこのような動きを察知して、抗日蜂起の準備を加速させていった。

### 抗日蜂起
|           | 地域                                         | 軍司令官                       | 政治顧問                        |
| --------- | -------------------------------------------- | ------------------------------ | ------------------------------- |
| 第1軍管区 | ピイ、ヘンザダ、インセイン、ターヤーワディー | アウンサン                     | タキン・バーヘイン（CPB）       |
| 第2軍管区 | ピャーポン、エーヤワディー・デルタ東部       | ネ・ウィン                     | タキン・ソー（CPB）             |
| 第3軍管区 | エーヤワディー・デルタ西部                   | ソー・チャードウ（カレン族）   |                                 |
| 第4軍管区 | タウングー南部、ハンタワディ                 | チョーゾー（30人の同志）       | タキン・チッ（CPB）             |
| 第5軍管区 | ダウェイ‐ミェイク                            | ティントゥン                   | タキン・バーテインティン（CPB） |
| 第6軍管区 | ピンマナ‐メイッティーラ                      | ボー・イェトゥッ（30人の同志） | タキン・チョーニェイン（PRP）   |
| 第7軍管区 | タイェ- ミンブー                             | ボー・ムアウン（30人の同志）   | タキン・ティンミャ（CPB）       |
| 第8軍管区 | 上ビルマ                                     | ボー・バトゥー                 |                                 |

来たるべき抗日蜂起に向けて、AFOは『抗日ゲリラ闘争の一般的諸問題』に則り、国土を8つの軍管区に分割、主にBNAのメンバーが軍司令官を担当し、CPB、PRPのメンバーが政治顧問を担当した。またミャウンミャ事件で亀裂が生じていたカレン族との融和を図るために、カレン族の多い第3軍区の軍司令官にカレン族のソー・チャードウを任命し、カレン族だけからなるカレン大隊を1個結成した。そして1945年3月27日、アウンサンは日本軍への全面攻撃を開始、しかし経験にも兵器にも乏しい彼らができたことと言えば、せいぜい敗走する日本兵への待ち伏せ攻撃、村で住む日本兵への闇討ち、倉庫や武器庫への襲撃くらいで、現地の村民をゲリラに組織する計画も上手くいかず、連合軍との連携もその場しのぎだった。いずれにせよ、同年5月1日、ヤンゴンは解放され、数か月後、日本軍はビルマから完全撤退した。ヤンゴン奪還後、AFOは反ファシスト人民自由連盟（Anti-Fascist People's Freedom League：AFPFL）に改名した。

## 独立闘争

### 植民地体制復活の失敗
日本軍を放逐したイギリス政府は、1945年5月17日、以下のような内容の『ビルマ白書』を発表し、戦後の対ミャンマー政策を明らかにした。
1. ミャンマーが英連邦内で完全な自治政府としての責務を果たし、自治領としてイギリス政府と同等の地位を獲得する日まで、ミャンマーの政治的発展を支援することがイギリス政府の目的である。
2. ミャンマーの自治政府を目指した発展は、日本軍の侵入により挫折し、行政組織確立の基礎となるべき社会・経済生活も崩壊した。かかる基礎が再建されるまで、戦前の政治制度（ビルマ国）を復活させるべきではない。
3. したがって、1935年ビルマ統治法第139条にもとづく総督の直轄統治を、1948年12月19日まで3年間継続する。その後、戦前の政治制度を復活する。
4. 最終的には、管区ビルマに英連邦内の自治政府を樹立する。シャン州など少数民族居住区は、管区ビルマとの併合を希望するまで、総督の直轄統治下に置く。

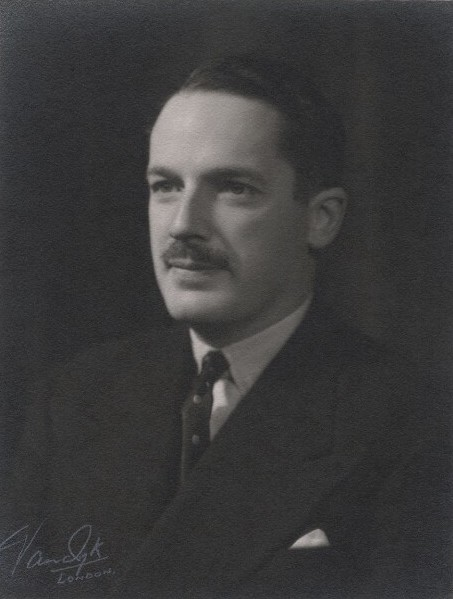
レジナルド・ドーマン＝スミス

しかし白書の内容は、完全独立を求めるAFPFLには絶対に受け容れられないものであり、1945年8月16日～18日、チャーチルロードにあるAFPFL本部で開催されたネイトゥイエン（Naythuyein）会議という大衆会議において、AFPFLは、自治領でも英連邦領でもなく、即時の完全独立とBND改めビルマ愛国軍（PBF）が軍隊として存続することを求める決議を行った。この決議を確認する8月19日のAFPFL支持者の集会には、5～6,000人もの人々が集まったのだという。アウンサンは独立の英雄視され、AFPFLの人気は最高潮に達していた。イギリス当局も、このAFPFL人気を無視できず、同年9月6日～7日にスリランカのキャンディで、SEAC、AFPFL、そしてドーマン＝スミスが支援するイギリス民政局（the British Civil Affairs Service:CAS[B]）による会議を開催し、PBFと英植民地軍を統合して新生ミャンマー軍（以下、国軍）を結成することを決定、まず軍事面においてAFPFLに対する一定の譲歩がなされた。
1945年10月16日、ようやくドーマン＝スミスはヤンゴンに帰還したが、3年半ミャンマーから離れていた彼以下元英植民地政府関係者やミャンマー人政治家は、当初、アウンサンやAFPFLの国民的支持を理解しておらず、彼らのことを「烏合の衆」「馬鹿者」と軽んじていた。しかし徐々に無視できない存在と認識するに至り、新たに組織する行政参事会（Exercutive Council）にAFPFLのメンバーを迎え入れることで妥協案を探ったが、AFPFLが行政参事会の定員15人のうち11人を求めるなど無理難題を吹っかけてきて交渉は決裂した。ドーマン＝スミスはミャンマーの復興に取り組むとともに、AFPFLの弱体化を図り、1946年3月にはアウンサンを逮捕しようとしたが断念。5月18日にはインセイン郡区のタンタビンで、アウンサンの私兵団・人民義勇軍（PVO）の指導者11人が逮捕されたことに抗議する1,000人以上のデモ隊に警察が発砲し、少なくとも3人が死亡し、6人が重傷、40人が負傷する事件が起き、全国で何百人ものPVOのメンバーが逮捕された。AFPFLはこの事件に強く抗議して、PVOメンバーを釈放させるとともに、全国で公務員や労働者を扇動して大規模なストライキを決行。結局、事態を収拾できなくなったドーマン＝スミスは同年6月に解任され、ヒューバート・ランスが後任となった。帰国時、ドーマン＝スミスはアウンサンの偉大さをしみじみ噛み締めたのだという。

### 独立交渉

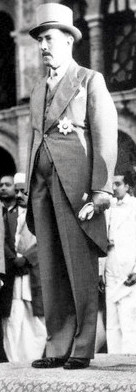
ヒューバート・ランス

同年8月に着任した新総督のヒューバート・ランスは、過去に英植民地政府での勤務歴があり、アウンサンとも昵懇の仲だった。しかしランスが着任を好機と捉えたAFPFLは、同月に発生した警察官によるストライキを全国に拡大して圧力を強め、結果、新たに組織された定員9人の行政参事会にAFPFLのメンバーを6人送りこむことに成功した。アウンサンは国防大臣、外務大臣、議長代理を兼任した。1947年1月27日には、アウンサン＝アトリー協定が結ばれ、「管区ビルマと辺境地域を統合した1年以内のビルマの独立」が確認された。その際、前提条件として「パンロン会議」「辺境地域調査委員会」「制憲議会選挙」「制憲議会」という4つの場が設定された。
「1年以内のビルマの独立」という文言は、英連邦内の自治領に留まるとも、完全独立を認めるとも読める条項で、アウンサンも散々迷った挙げ句、結局、後者を選択した。同年2月には第二次パンロン会議を開催し、カチン州、シャン州、カレンニー州、チン特別区の設置とシャン州、カレンニー州の10年後の連符離脱権を認めることを条件に、全ミャンマーが1つの連邦国家として独立することについて各民族の代表の快諾を得た。しかし、ミャンマー最大の少数民族・カレン族は州の設置さえ認められず禍根を残した。
一方、AFPFLは国内の反対勢力にも対峙を迫られていた。1つは、ウー・ソオ、バーモウなどの戦前政治家、タキン・バーセイン、タキン・トゥンオクなどの元タキン党少数派で、彼らは年下のアウンサンに従うことをよしとせず、行政参事会のメンバーとして、アウンサン＝アトリー協定を締結するためにロンドンに同行したウー・ソオとタキン・バセインは協定への署名を拒否し、1947年3月には行政参事会を辞任した。もう1つはCPBで、まず1946年3月、路線対立が原因でタキン・ソーがCPBを離脱して赤旗共産党を結成して地下に潜り、AFPFLからも除名された。またタキン・ソーはCPBのタキン・テインペーが行政参事会のメンバーであることを「日和見主義」と批判し、CPBもこれを受け入れてタキン・テインペーを辞任させた後、AFPFLとアウンサンを激しく批判し始め、同年10月10日、CPBもAFPFLから除名された。

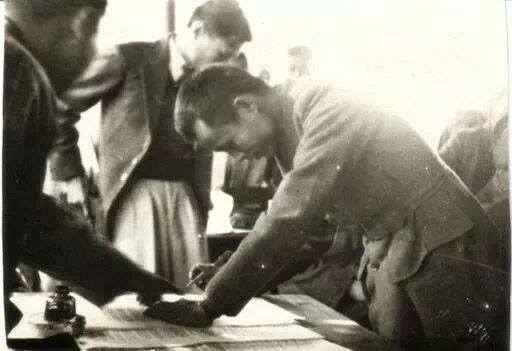
パンロン協定に署名するアウンサン。

1947年4月には、制憲議会選挙が実施されたが、ウー・ソオのミョウチッ党、バーモウのマハー・バマー党、バーセイン‐トゥンオクの新タキン党、カレン族を代表する政治組織・カレン民族同盟（KNU）は選挙をボイコットし、CPBは参加したが、アウンサンの国民的人気は圧倒的で、AFPFLが182議席中171議席を獲得して大勝した。同年5月18日、第2回AFPFL全国大会がヤンゴンで開催されたが、この時点でAFPFLの実力者は、アウンサン、タキン・ミャ、ウー・ヌの3人で、これにCPBが抜けたことにより社会党系の議員が加わった。しかし、1947年7月19日、アウンサンとタキン・ミャは、行政参事会の他の5人の閣僚とともに暗殺された。犯人はウー・ソオだった。代わりにウー・ヌが首相に就任し、同年10月、ウー・ヌはイギリスに赴いてヌ・アトリー協定を締結し、1948年1月4日、ミャンマーは「ビルマ連邦」として独立を果たした。

## AFPFL政権の性格

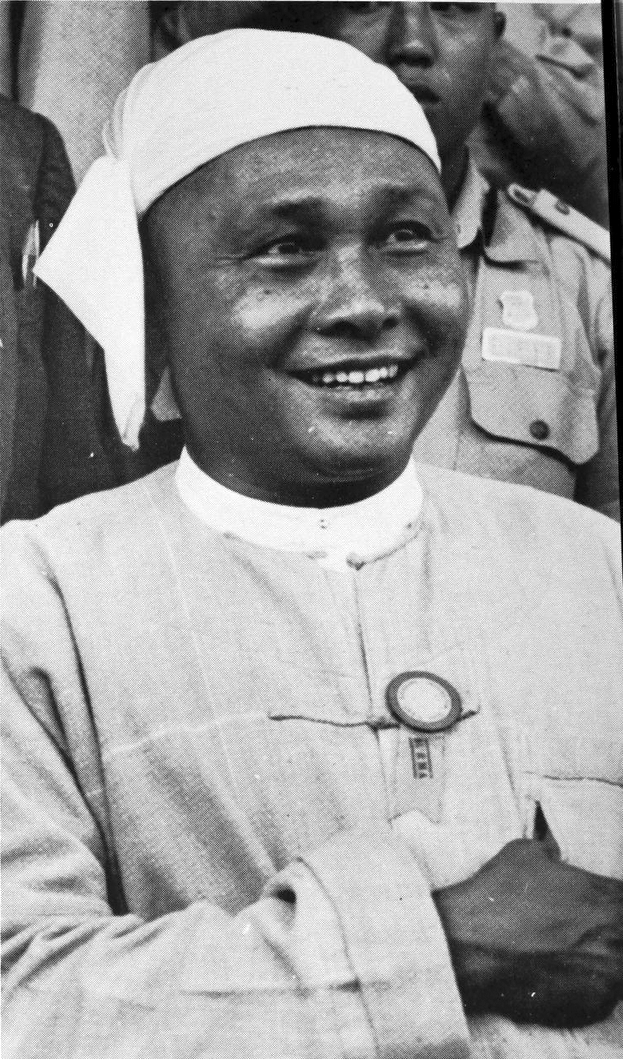
ウー・ヌ

### 社会主義政権
1948年に施行された憲法は、ケンブリッジ大学で法律を学んだミャンマーの法曹エリートたちが起草したもので、ユーゴスラビアの1946年憲法、アイルランド憲法、合衆国憲法、フランスの1946年憲法、そしてイギリスの慣習法を参考にしつつ、わずか15週間で書き上げたものだった。そしてその内容は、1947年5月の憲法草案審議予備会議で、アウンサンがミャンマーの経済政策について「林業、鉱業、電力、鉄道、航空、郵便、電信、電話、放送、外国貿易を国有化し、地主制度を廃止する。その他の生産手段は、できる限り共同組合所有とする」と述べ、1948年憲法の第23条で「公共の利益のために私有財産を国有化できる」、第30条で「国家がすべての土地の最終所有者である」、第42条で「国家が私的利益を追求しない経済団体に物的支援を与える」という規定があることからもわかるとおり、社会主義色の濃いものだった。
1953年8月には、反乱の鎮圧のために全国を飛び回って各地で国民の意見に耳を傾けた経験を元に、ウー・ヌは、アメリカのエンジニア・コンサルティング会社・ナッペン・ティペッツ・アベット（Knappen Tippets Abbett）、鉱山エンジニアリング会社、経済コンサルティング会社と契約し、国際開発庁（USAID）の前身・技術協力局 (TCA）の資金援助を得て、1.地方政府への権限委譲、2.健康、3.教育、4.経済、5.耕作地の国有化、6.交通、7.福祉、8.民主的な地方議会、9.辺境・未開発地域の開発、10.再建の10項目からなる2巻800ページに及ぶ『包括的報告書：ビルマの経済と工学の発展』というレポートを作成し、これにもとづいて8年半で国民総生産（GDP）の90％上昇を目標とするピードーター（新生活の創造）計画の実施を開始した。これは戦後の脱植民地化の時期、開発途上国が採用した最初の経済開発計画の1つであり、のちに他の国々のモデルとなった。
しかし、役人の腐敗と無能に幻滅したウー・ヌは徐々にその方針を転換、1959年9月にはビルマ連邦投資法を制定して外資の導入を奨励したが、国有化リスクのために外資の投資はさほど伸びなかった。ピドーター計画も、1957/58年の予算危機で大きく軌道から外れ始め、1958年9月にネ・ウィンの選挙管理内閣が成立した際に事実上終了した。計画に携わったアメリカ人・ルイス・ワリンスキーは、計画失敗の原因として（1）武装勢力の反乱が長期化したこと（２）1950年に朝鮮戦争が終了すると、当時のミャンマー最大の輸出品だった米の世界的需要が大幅に減少して米の価格が下落し、計画の資金に利用できる外貨が予想より大幅に減少したこと（３）被援助国のミャンマーではなく、援助国の都合で物事が進められたこと（4）国軍を関与させなかったので、彼らが権力を握ると興味を示さなかったことを挙げ、「（ピードーター計画によってもたらされた）平均的なビルマ人が、新たに獲得した独立から自動的に福祉と豊かさがもたらされると期待するこの素朴な傾向は、その後しばらくの間持続し、経済発展に対する大きな障害となった」と総括している。

### ビルマ族中心
AFPFL政権は、大統領にシャン族のサオ・シュエタイッ、首相にビルマ族のウー・ヌ、国軍総司令官にカレン族のスミス・ダンを配置したミャンマーの全民族結集を装ってはいたが、その実、1948年憲法は多分に中央集権的で、出世はミャンマーの独立に貢献度で計られ、結果、党幹部・閣僚のほとんどがビルマ族である実質ビルマ族政権といえ、各少数民族はその処遇に不満を抱いた。またカレン族の武装組織・カレン民族防衛機構（KNDO）が本格的に反乱を起こしたわずか4日後の、1949年1月30日にKNDOを非合法化したのに対し、1948年3月に反乱を開始したCPBが非合法化されたのは5年後の1953年だったことからもわかるとおり、AFPFLの少数民族に対する偏見も相当なものだった。1949年2月から5月にかけてKNDOがインセイン郡区が占拠した際も、社会党のメンバーが、国軍の反乱者、人民義勇軍（PVO）、CPBと秘密裏に交渉してKNDOに対抗しようとしていた。つまりこれは、ビルマ族間の政治的対立よりも民族間対立のほうがより深刻であることの証左だった。
このようなことを背景に、独立直後からCPB、KNU/KNDO、国軍のカレン族兵士、国軍・PVOのCPBシンパ（白色PVO）が一斉に反乱を起こし、、カレンニー州やモン州でも小規模な武装組織が結成され、ラカイン州北部ではムスリムのムジャーヒディーンの乱が起きた。この事態に対して、ウー・ヌは国軍総司令官のスミス・ダン以下カレン族の将校・兵士を全員解雇し、後任にネ・ウィンを据えた。ネ・ウィンが最高司令官になった時点で、国軍兵士の半分が反乱を起こし、兵器の半分が失われ、反乱軍が計3万人以上の兵力だったのに対し、国軍はわずか2千人の兵力しかなく、国土の75％が反乱軍の手に落ちていた。ウー・ヌ政権はラングーン周辺の半径10km以内のみを実効支配するだけで、ビルマ政府ならぬ「ラングーン政府」と揶揄された。ネ・ウィンは、カレン族将校、親英派、不忠者などを排除し、シッウンダンという民兵組織を各地で組織し、カチン・ライフル部隊を3個大隊から6個大隊に増設して、新たにシャン・ライフル部隊とカレンニー・ライフル部隊を設置するなど軍拡に努め、イギリスとインドから兵器の提供を、オーストラリア、パキスタン、スリランカなどの英連邦諸国から600万ポンドの融資を受けて反撃に出、1950年代初頭までに各反乱軍を国境地帯に追いやった。

### 非同盟・中立外交
1948年憲法では、第211条で「ビルマ連邦は国策遂行の手段として戦争を放棄し、外交関係を処理する行為の準則として、一般に承認された国際法の原則を受容する」と、第212条で「ビルマ連邦は、国際正義および道徳に基礎を置く国家間の平和および友好的協力の理想に貢献する」と規定されている。CIAと台湾の支援を受けた中国国民党軍（泰緬孤軍）シャン州に陣取り、同じくCIAやタイ王国軍の支援を受けたKNUが泰緬国境地帯に陣取り、中国から好意的反応を受けていたCPBがペグー・ヨマやエーヤワディー・デルタ地帯に潜伏するなど、ややもすれば冷戦下の大国の争いに巻き込まれないところ、AFPFLは非同盟・中立の外交政策を貫き、難しい舵取りを迫られた。反乱軍に対抗する兵器や資金をイギリス、インド、英連邦諸国にしか頼れなかったのも、かかる理由からだった。
しかし1950年代初頭に反乱をほぼ鎮圧すると、情勢が変化した。これまでソ連は東南アジアの共産主義勢力を少なくとも心理的には支援し、AFPFL含む東南アジアの政権を帝国主義の手先であるブルジョワジー政権と見なしていたが、そのブルジョワジー政権がことごとく共産主義勢力の鎮圧に成功すると評価を改めた。そして1953年に朝鮮戦争が終結による米輸出量の減少、米価格下落でミャンマーが苦境に陥ると、中国のほか、ソ連、ユーゴスラビア、チェコスロバキア、ハンガリー、東ドイツ、ポーランド、ルーマニア、ブルガリアなどの東欧諸国が、バーター貿易方式でミャンマーの米を引き取ってくれた。そして1956年のソ連共産党第20回大会で平和共存理論が採択され、資本主義国と共産主義国の共存の意思が表明されるとこの路線は加速した。ウー・ヌも1954年以降、外遊を活発に行い、1955年にはインドネシアのバンドンで開催された第1回アジア・アフリカ会議にも出席、また援助受け入れ先もアメリカ、ソ連、中国、日本、西ドイツ、インドと多角化していった。

### 寡頭政治

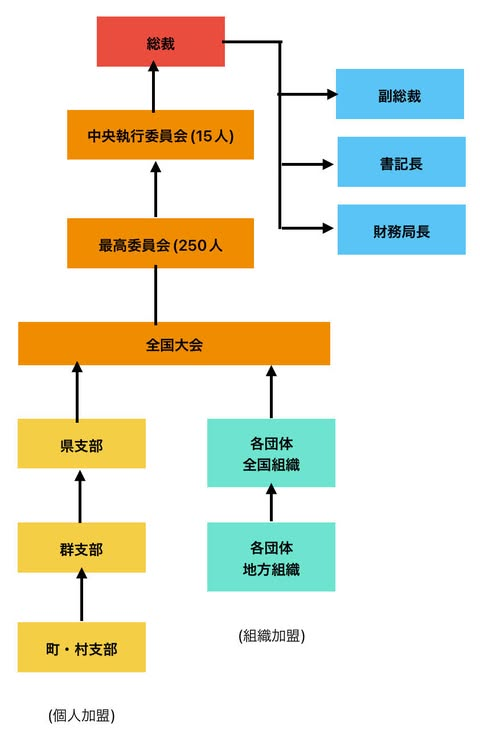
AFPFLの組織図

AFPFLの組織図は右図のようなものだった。加盟方法には個人加盟と組織加盟の2種類あり、最高議決機関として全国大会があり、全国大会の執行機関として最高委員会があった。最高委員会の250人の委員は地域支部と組織支部から選出され、最高委員会の中から、AFPFLの運営機関である中央執行委員会の15人の委員が選出された。そしてこの15人の中から総裁が選出され、総裁が中央執行委員会の委員の中から副総裁、書記長、財務局長を任命した。
|                          | 組織名                               |
| ------------------------ | ------------------------------------ |
| 組織加盟 （80万人）      | 全ビルマ農民機構（ABPO）：55万人50人 |
| 組織加盟 （80万人）      | ビルマ労働組合会議（TUCB）：6万584人 |
| 組織加盟 （80万人）      | 職業組合連合：10万243人              |
| 組織加盟 （80万人）      | カレン連盟：3万1,669人               |
| 組織加盟 （80万人）      | ビルマ婦人自由連盟：5万7,454人       |
| 個人加盟 （48万7,290人） | 上ビルマ：12万8,181人                |
| 個人加盟 （48万7,290人） | 中ビルマ：19万9,309人                |
| 個人加盟 （48万7,290人） | 下ビルマ：13万126人                  |
| 個人加盟 （48万7,290人） | 少数民族州：2万9,674人               |

しかし全国大会は1947年に開催されたきりしばらく開催されず、最高委員会・全国大会は形骸化し、同年に選出された中央執行委員会の15人のメンバーがその後改選されることもなく権力を握り続けた。また中央執行委員会の決定は内閣の閣議決定より優先され、さらに大統領は名目上の存在であり、連邦議会はAFPFLが圧倒的多数を占め、内閣の閣僚もほぼ全員AFPFL議員だった。そのためAFPFLの中央執行委員会が実質国家の最高意思決定機関となり、なかんずくウー・ヌ、バースエ、チョーニェイン、タキン・ティンの4人が傑出した存在だった。
このうちウー・ヌ以外の3人は社会党所属である。1946年にCPBがAFPFLから除名されて以降、社会党がAFPFLの最大勢力で、いわゆる幹部政党であり党員は少なかったが、全ビルマ農民機構（ABPO）、ビルマ労働組合会議（TUCB）という大規模な支持基盤を有しており、AFPFL中央執行委員会の過半、AFPFL議員の60％を占め、内務大臣の職を独占して連邦警察（UWP）を支配下に置いていた。ただしABPOはタキン・ティン（Thakin Tin）の、TUCBはウー・バースエやボー・セッチャー（Bo Seca）の個人支持基盤という性格が強かった。4人の人間関係は微妙なものだったが、ウー・ヌが保健、社会福祉、教育、宗教、バースエが鉱山開発と国防、チョーニェインが産業化・電力資源開発、タキン・ティンが農業育成・土地国有化とお互いの担当分野を決め、お互いに侵害しないことによってなんとか関係を維持していた。
ただAFPFLの地方組織は脆弱であり、組織拡大を焦るあまり政治家としての適性を欠く元BNA兵士・元PVO兵士を多数採用したばかりに、彼らは地方のボス化した。またAFPFLは地方の治安維持を目的としてピューソーティーを組織したが、彼らが地方のボスたちの私兵化して、さらにAFPFLの地方組織の悪質化を招いた。

## 分裂、そしてクーデター

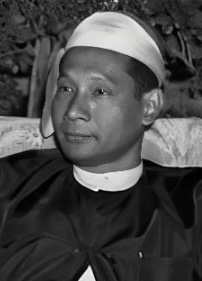
バースエ

### AFPFL分裂
1951年から1952年にかけて実施された第1回総選挙で、AFPFLが250議席中199議席を獲得して圧勝した。しかし1956年に実施された第2回総選挙では、AFPFL系議員は250議席中173議席に留まり、社会党から分裂したビルマ労農党（BWPP）を母体とする左翼系諸派連合で、CPBはじめ各反乱軍とも関係が深いとされる国民統一戦線（NUF）が47議席を獲得して躍進した。同年6月、ウー・ヌはAFPFL総裁の座には留まり続けたものの、首相を辞任、バースエを首班とする社会党内閣が成立した。しかし同年末、ウー・ヌに首相復帰を断念させる社会党の陰謀が発覚。大学派と呼ばれるインテリのバースエ、チョーニェインとは社会党内でも一線を画していた、寺子屋派のタキン・ティンとタキン・チョードン（Thakin Cho Dun）からその旨の報告を受けたウー・ヌは激怒し、予定よりも3か月早い1957年3月に首相に復帰した。
1958年1月末には10年ぶりに第3回AFPFL全国大会で開催されたが、その際、書記長をめぐる人事でタキン・ティンを推したウー・ヌと他の者を推したチョーニェインが対立。また第3回全国大会の採択にもとづいて同年4月にAFPFL青年機構が設立され、チョーニェインが会長に任命されたが、組織作り段でチョーニェインはタキン・ティンのABPOの縄張りを荒らし、あまつさえABPOのメンバーをリクルートし始めた。激怒したタキン・ティンは私兵団を強化し、全国各地でタキン・ティンとチョーニェインの私兵団が衝突するようになった。さらにウー・ヌは汚職摘発と公務員削減に乗り出したが、これはチョーニェインの目には社会党潰しに映った。4月20日、ウー・ヌとバースエはモーラミャインで会談したが解決には至らず、2日後の4月22日ウー・ヌはAFPFLを2つに分裂する決定を下した。
|              | 不信任案賛成 | 不信任案反対 |
| ------------ | ------------ | ------------ |
| AFPFL        | 97           | 51           |
| NUF          | 1            | 44           |
| ANUO         | 0            | 6            |
| シャン州     | 9            | 16           |
| カチン州     | 4            | 3            |
| カレンニー州 | 0            | 2            |
| カレン州     | 5            | 2            |
| 計           | 119          | 127          |

6月5日に臨時国会を召集する決定がなされたが、国会が召集されるまでの間、お互いに激しい中傷・誹謗合戦、私兵団同士の衝突が生じた。そして6月9日、召集された臨時国会でバースエ/ニェイン派が提出した内閣不信任案が票決に付された。この議会にはアメリカ、イギリス、中国、ソ連の大使が一堂に会し、ミャンマー史上始めてその模様がラジオで生中継され、国民もラジオの前で固唾を飲んで見守った。結果は127対119、わずか8票差で不信任案は否決された。ヌ/ティン派の勝因はNUFを味方に付け、さらにラカイン州の設置とシャン州およびカレンニー州の自治権を大幅に認めることを匂わせて、ラカイン族、シャン族、カレンニー族の議員も抱きこんだことにあった。この後、AFPFLは、バースエ/ニェインの安定AFPFLとヌ/ティンの清潔AFPFLに正式に分裂し、11月に予定されていた総選挙で激突することになった。

### ネ・ウィン選挙管理内閣
臨時国会後、ウー・ヌは清潔AFPFL挙党内閣を結成したが、内閣不信任案決議で貸しを作ったNUFの議員は1人も入閣させなかった。その代わり、ウー・ヌは「民主主義のための武器」と呼んだ全反乱軍に対する恩赦を発布し、これに応じて白色PVOの兵士700人、モン州の設置を要求していたモン人民戦線の兵士1,000人が投降した。CPBは投降しなかったが、この機会を奇貨としてCPB軍を国軍に編入すること、内閣にCPB党員を加えることなど無理難題を要求したが、ウー・ヌは拒否した。また上ビルマ視察中のヌは欠席した9月1日に開催された清潔AFPFL全国大会の席で、ボー・ミンガウン（Bo Ｍin Gaun）内務大臣が「国軍は全人民の敵ナンバー１」と発言し、国軍が猛然と反発、あとでヌが釈明に追われる事態となった。
そしてこの一連の動きに反発して、国軍北部軍管区司令官・アウンシュエがクーデターを計画。これを察知した政府は連邦軍警察、村落自衛団、森林警備隊をヤンゴン市内の各所に配置した。ちなみに国軍の参謀本部と南部軍管区司令官はクーデターに反対しており、このままでは国軍と連邦軍警察の対決、ひいては国軍内の分裂は避けられない事態となった。さらに清潔AFPFLと安定AFPFLの私兵同士の衝突も全国各地で発生しており、治安が大幅に悪化していた。このような中、国軍幹部のアウンジー准将とマウンマウン博士が事態の収束に奔走し、結果、1959年4月に選挙を実施することを条件にウー・ヌがネ・ウィンに合法的に政権を移譲することで決着し、同年10月28日、ネ・ウィンが首相に就任し、ネ・ウィン選挙管理内閣が成立した。政権移譲は11月の選挙で勝ち目がないと見たウー・ヌが自主的に申し出たと伝えられる。
選挙管理内閣は物価引き下げ、行政改革、ヤンゴンの美化、シャン州やカレンニー州の伝統的首長の特権廃止、中国との国境画定などそれなりに業績を上げたが、ココ島の強制収容所建設、執拗な反共宣伝工作、メディア規制など国軍の統治はあまりにも急進的であったため国民には不評で、ネ・ウィンはこれ以上国軍の評判が傷つくのを嫌って、約束から少し遅れて政権を民政移管した。

### クーデター
1960年2月、第4回総選挙が実施され、「ファッショかデモクラシーか」のスローガンを掲げた清潔AFPFLが250議席中159議席を獲得して大勝し、安定AFPFLはわずか42議席で、バースエもチョーニェインも落選するという大惨敗を喫し、NUFは1議席も獲得できず壊滅した。清潔AFPFL大勝の原因は、ウー・ヌ個人の人気の高さ、仏教国教化の公約に対する多数派仏教徒の国民の支持、国軍の下級兵士が選挙を妨害しようとしたことへの国民の反発などがあったとされる。翌月、清潔AFPFLは連邦党と改名した。
ウー・ヌは新内閣発足と同時に、物価統制の撤廃、ヤンゴン市内の強制移住の停止、メディア規制の停止など選挙管理内閣の政策の中でも特に国民に不評だったものを撤廃して上々のスタートを切ったが、以下のような重要な課題を抱えていた。
1. 限られた立法権と課税権、伝統的首長の特権廃止に不満を抱いたシャン族の初代大統領・サオ・シュエタイッらシャン州の元土侯たちは「真の連邦制」を求める運動を起こし、1961年6月、様々な民族のリーダーたちを集めてタウンジーで全州会議を開催した。その際、（１）ビルマ人のための「ビルマ州」の設置、（２）国会上院議席への各州の同数割当て（３）中央政府の権限を外交や国防などに限定することを要求し、そのための憲法改正を訴えた[55]。さらにパンロン協定で認められたシャン州、カチン州、カレンニー州の他、チン州、モン州、ラカイン州の設置を求める決議もなされ[注釈 29]、認められない場合、シャン州とカレンニー州はパンロン協定で認められた連邦離脱権を行使することをちらつかせた。苦境に陥ったウー・ヌは、1960年総選挙で公約していたモン州とラカイン州の設置を1962年9月までに実施せざるをえなくなった。
2. 仏教の国教化を打ち出したウー・ヌは、他宗教の反発を抑えるために、イスラム教、キリスト教、ヒンズー教の指導者と会談して、それぞれの宗教の信仰の自由を保証し、キリスト教徒に対しては宗教を教える権利を保証する法律を制定した[注釈 30]。またネ・ウィン選挙管理内閣下で行われた中国との国境画定により、従来カチン州の領土とされていたピモー、ゴーラン、カンパン地方を中国に割譲した。この2つの事情が相まり、1961年2月、カチン独立軍（KIA）が反乱を起こした。
3. 独立運動に貢献をしたタキン派と法律家、官僚出身者が多いウー・ヌ派との派閥抗争[56]。

この時期のKIAの反乱は小規模なものだったが、「真の連邦制」は国軍の目には連邦分裂をもたらしかねない危険思想と映っていたようだ。そして、このような国家危機を前にしても、汚職に塗れ、民族やイデオロギーで対立し、連邦統一を危機に晒す政治家たちの姿に国軍は幻滅し、民主主義、ひいては国民に対する不信感を募らせていた。当時、国軍ナンバー2だったアウンジー准将は「独立から12年が経ったが、政治家たちは何を与えてくれたのか。いまだに針1本さえ作れない。このままでは、遅かれ早かれ国は破滅するだろう」と述べたと伝えられる。そして1962年3月2日、ネ・ウィンはクーデターを決行し、ウー・ヌ以下各閣僚、ヤンゴンで開催されていた連邦セミナーに出席していたシャン州とカレンニー州の議員たちを拘束した。

## 解党
クーデターの2日後の3月4日、ネ・ウィンは、連邦党、安定AFPFL、NDFの代表と会談して統一戦線を築こうとしたが、結局、交渉は決裂。7月4日、独自の政党であるビルマ社会主義計画党（BSPP）が設立され、ネウィンが議長に就任した。1964年3月28日には国家統一法が施行され、BSPP以外の政党・政治団体の活動が禁止され、AFPFLは解党処分となった。
AFPFL関係者の中には、のちにウー・ヌの議会制民主主義党（PDP）に参加した者もいた。
また8888民主化運動の際、予定されていた総選挙に参加するために、チョーニェインの娘・ドーチョーチョーニェインがビルマ連邦（主流）AFPFL本部（Union of Burma《Main》AFPFL《Hq.》）という政党を結成したが、チョーチョーニェインが逮捕されて、瓦解した。他にもこの時期、AFPFL、元祖AFPFL（AFPFL《Original》）、、AFPFL（元祖、ビルマ、本部）（Youth Organization of AFPFL《Original》《Burma》《Hq.》）、主流AFPFL青年本部（《Main》AFPFL Youth Hq.）といったAFPFLを名乗った政党が現れたが、1990年総選挙で当選者を出した政党は1つもなかった。